# Zsolt Limperger
Zsolt Limperger (Pápa, Hungría, 13 de septiembre de 1968) es un exfutbolista húngaro que se desempeñaba como centrocampista.

## Clubes
| Club                | País    | Año       |
| ------------------- | ------- | --------- |
| Ferencvárosi T. C.  | Hungría | 1984-1991 |
| Real Burgos C. F.   | España  | 1991-1994 |
| R. C. Celta de Vigo | España  | 1994      |
| R. C. D. Mallorca   | España  | 1994-1996 |
| Ferencvárosi T. C.  | Hungría | 1996-1998 |

## Palmarés
- Subcampeón de la Copa del Rey con el Real Celta en la temporada 1993/94.